# Пиренейский полуостров
Пирене́йский полуо́стров, или Ибери́йский полуостров (исп. Península ibérica, порт. Península Ibérica, галис. Península Ibérica, астур. península Ibérica, баск. Iberiar penintsula, араг. peninsula Iberica, кат. península Ibèrica, эстр. península Ibérica, окс. Peninsula Iberica, фр. péninsule Ibérique, англ. Iberian peninsula, лат. Iberia paeninsula) — полуостров на юго-западе Европы.
Полуостров омывается Средиземным морем, Атлантическим океаном и Бискайским заливом. На юге отделён от Африки Гибралтарским проливом. Самый южный и западный из трёх южных полуостровов Европейского континента (Пиренейский, Апеннинский и Балканский). На полуострове находятся крайние западная (мыс Рока) и южная (мыс Марроки) точки континентальной Европы. Назван по Пиренейским горам, окаймляющим полуостров на северо-востоке. Общая площадь составляет 596 740 км², что делает его вторым по величине в Европе после Скандинавского.
Альтернативное название «Иберийский» связано с народом иберов, обитавших на востоке полуострова (территория современной Каталонии) в эпоху, предшествующую приходу римлян. В некоторых источниках называется Западная Иберия, так греки называли Испанию (Ίβηρία), вероятно по реке Иберу (Эбро).

## Государства
В настоящее время на Пиренейском полуострове располагаются следующие современные государства: Испания, Португалия, Андорра, Франция (частично) и зависимая территория Великобритании — Гибралтар.
| Государство/Территория | км²    | Доля полуострова (в %) | Описание                                                     |
| ---------------------- | ------ | ---------------------- | ------------------------------------------------------------ |
| Испания                | 493519 | 83                     | занимает бо́льшую часть полуострова                           |
| Португалия             | 92151  | 15                     | занимает западную часть полуострова                          |
| Франция                | 540    | менее 1 %              | крошечная северная часть полуострова принадлежит Франции     |
| Андорра                | 468    | менее 1 %              | крошечная северная часть полуострова                         |
| Гибралтар              | 7      | менее 1 %              | Британская заморская территория на южной окраине полуострова |

## Геология
Геология Пиренейского полуострова стоит в тесной связи с генезисом и характером его рельефа. Основное его ядро, занимающее около 60 % всей площади, — Месета, древнее остаточное герцинское нагорье. Оно составляет центральную и западную часть полуострова, непосредственно падая к морю в северо-западном районе. На большей части протяжения Месета окаймлена или складчатыми горными хребтами, или тектоническими впадинами. Третичные складчатые горы играют, в свою очередь, большую роль в строении и рельефе Пиренейского полуострова, в особенности его восточной и южной части. Замечательные по длине и прямолинейности линии разломов и сбросов ограничивают Месету с юга и запада. Южный край Месеты высится крутым склоном над протягивающейся у его подножия Андалузской низменностью. К югу от низменности протягивается (с юго-запада к северо-востоку) мощная система гор Кордильера-Бетика, у подножия которых лежит южное и юго-восточное средиземноморское побережье Испании. К востоку Андалузская низменность выклинивается, и Бетские горы тесно смыкаются с юго-восточным углом Месеты. Далее к северо-востоку Андалузские горы заканчиваются в районе мыса Нао. Тектоническим продолжением их является вытянутая от юго-запада к северо-востоку группа Питиузских и Балеарских островов.

## Рельеф
В рельефе Пиренейского полуострова преобладают горы и плоскогорья: низменности расположены только местами в краевой (приморской) зоне и занимают сравнительно небольшую площадь. Средняя высота полуострова значительна — около 600 м над уровнем моря. Особенностью полуострова являются обширные высоко залегающие внутренние плато — тип рельефа, редко встречающийся в Южной и Западной Европе. Таковы плоскогорья Месеты: северное — Старо-Кастильское и южное — Ново-Кастильское; первое лежит на высоте около 800 м, второе — около 600 м (в среднем). Они разделены пересекающей Месету (в направлении от западо-юго-запада к востоко-северо-востоку) цепью гор, известной под названием Центральной Кордильеры. Эти плато имеют замкнутый характер, на большей части протяжения окаймляясь горами; по их периферии, у подножия гор, наблюдаются ещё более высокие выровненные поверхности (до 900—1100 м).
Наряду со значительным развитием плоскогорий, в рельефе полуострова широко представлен также резко расчленённый и скалистый горный ландшафт; горы часто обладают крутыми склонами, с глубоко врезанными речными долинами и ущельями. Альпийский тип ландшафта ярко выражен в Пиренейском хребте, несущем группы небольших ледников, а в плейстоцене подвергавшемся значительным оледенениям. Черты высокогорного рельефа присущи и другим горным хребтам (в их наиболее высоких участках) — таким как Кантабрийские горы, Центральная Кордильера, Андалузские горы.
Напротив, ландшафты средневысотных гор и холмистых местностей, столь типичные для Италии, гораздо меньше развиты в Испании. Вообще Пиренейский полуостров — страна довольно резких контрастов в рельефе, климате и ландшафтах, чем он заметно выделяется по сравнению с остальной Западной Европой. Чтобы подчеркнуть эту особенность полуострова, его иногда называют «Маленькой Африкой» или сравнивают с нагорьями Западной и Центральной Азии, в частности с Малой Азией. Различия ландшафтов отдельных областей Пиренейского полуострова обусловлены замкнутостью внутренних его частей, с континентальным оттенком климата, что создаёт иные черты природы по сравнению с приморскими местностями. Кроме того, вследствие значительной высоты гор и плоскогорий, на Пиренейском полуострове достаточно резко проявляется роль вертикальной климатической и ландшафтной зональности. Несмотря на эти особенности и своеобразие Пиренейского полуострова, в общем всё же он по характеру природы близок к остальной Южной Европе, принадлежа вместе с ней к единой Средиземноморской большой географической области, замечательной по яркой выраженности типичных для неё ландшафтов.
Бухтовый тип берега вообще сравнительно мало развит на Пиренейском полуострове, но всё же встречается в ряде мест, с наличием прекрасных естественных гаваней: на северо-западе — в Галисии, на западе — в устье реки Тахо (гавань Лиссабона), на юге — в бухте со старинным портом Картахена.

## Климат
Можно выделить на Пиренейском полуострове следующие главные климатические области:
1. северная приокеанская, с очень ровным морским климатом, мягкой зимой и нежарким летом, высокой облачностью и относительной влажностью, частыми и обильными осадками во все месяцы года, но с заметным летним минимумом;
2. Пиренейская область, такого же в общем типа, но выделяющая резко выраженной вертикальной зональностью и наличием зоны высокогорного климата;
3. юго-западная область, прилегающая к океану и находящаяся под его смягчающим влиянием, но обладающая жарким и сухим летом, зима дождливая и очень мягкая;
4. юго-восточная область, с максимальной сухостью климата, с очень продолжительным жарким и безоблачным летом (с наибольшим применением в земледелии искусственного орошения — поливного хозяйства);
5. внутренние области (плато Старой и Новой Кастилии, Арагонская котловина с сухим, умеренно континентальным климатом, жарким летом и прохладной зимой, с нередкими зимой небольшими морозами (в особенности в Старой Кастилии);
6. горные области внутренней Испании, с климатом умеренно-влажным и довольно суровым, с холодной снежной зимой.

Характерная для большей части Пиренейского полуострова заметно выраженная сухость климата ещё усиливается крайне неравномерным выпадением осадков по временам года. В южной половине полуострова преобладают зимние осадки, в средней полосе — осадки в переходные сезоны: осенью и весной. Лето почти повсюду отличается длительной засушливостью. Притом выпадение осадков часто имеет характер ливней. Указанные черты климата отражаются на гидрографической сети и растительности.